# رئيس اللجنة العسكرية للناتو
رئيس اللجنة العسكرية للناتو تنبع سلطته من اللجنة العسكرية للناتو، التي هو مسؤول أمامها عن أداء واجباته.
على الدفاع المتبادل رداً على أي هجوم من قبل أطراف خارجية. ثلاثة من أعضاء الناتو (الولايات المتحدة الأمريكية وفرنسا والمملكة المتحدة) هم أعضاء دائمين في مجلس الأمن الدولي يتمتعون بـ حق الفيتو وهم رسميا دول حائزة للأسلحة النووية. ويقع المقر الرئيسي لحلف الناتو في هارين، بروكسل، بلجيكا، في حين أن مقر عمليات قيادة حلف الناتو يقع بالقرب من مونس، بلجيكا
على غرار أي تحالف، فإن منظمة حلف شمال الأطلسي يتم الحكم فيها بواسطة دولها الأعضاء ال 29. ومع ذلك، فان معاهدة شمال الأطلسي وغيرها من الاتفاقيات تحدد كيفية اتخاذ القرارات داخل الناتو. ويرسل كل عضو من الأعضاء ال 29 وفدا أو بعثة إلى مقر الناتو في بروكسل ببلجيكا. ويشكل الأعضاء الدائمون معا مجلس شمال الأطلسي، وهو هيئة تجتمع معا مرة واحدة في الأسبوع على الأقل، وتتمتع بسلطةالحكم الفعالة وسلطة إتخاذ القرارات في المنظمة. ويجتمع المجلس من وقت لآخر أيضا في اجتماعات رفيعة المستوى يشارك فيها وزراء الخارجية أو وزراء الدفاع أو رؤساء الدول أو الحكومات، وفي هذه الاجتماعات تُتَخَذ قرارات رئيسية بشان سياسات الناتو. وتجدر الإشارة إلى أن المجلس يتمتع بنفس سلطة وصلاحيات صنع القرار، وان قراراته لها نفس المركز والصلاحية، أيا كان مستوى الاجتماع. ويشار إلى ألمانيا وإيطاليا وفرنسا والمملكة المتحدة والولايات المتحدة معا باسم «كوينت» "Quint"، وهي مجموعة مناقشة غير رسمية داخل الحلف. وتشكل مؤتمرات قمة منظمة حلف شمال الأطلسي أيضا مكانا آخر لاتخاذ القرارات بشان المسائل المعقدة، مثل التوسيع.
ويترأس اجتماعات مجلس شمال الأطلسي الأمين العام للمنظمة، وعندما يتعين اتخاذ قرارات، يتم الاتفاق على العمل على أساس الإجماع والاتفاق المشترك. ولا يوجد تصويت أو قرار بالأغلبية. تحتفظ كل أمة ممثلة على طاولة المجلس أو أي من لجانها الفرعية بالسيادة والمسؤولية الكاملتين عن قراراتها

## مزيد من القراءة
- Douglas S. Bland, 'The Military Committee of the North Atlantic Alliance: A Study of Structure and Strategy,' New York, Praeger, 1991.